# Muscari babachii
Muscari babachii ist eine Pflanzenart aus der Gattung der Traubenhyazinthen (Muscari) in der Familie der Spargelgewächse (Asparagaceae).

## Beschreibung
Die Zwiebel hat einen Durchmesser von 2 bis 4 Zentimetern und ist eiförmig. Die äußeren Zwiebelhäute sind braun und papierartig. Die mittleren Zwiebelhäute sind cremefarben mit rosa braunen oder schwarzen Punkten und häutig, die inneren sind häutig und durchsichtig. Es sind 3 bis 5, meist 4 Laubblätter vorhanden. Diese messen 18 bis 50 × 3 bis 13 Millimeter und sind lineal-lanzettlich, rinnig und haben eine stumpfe oder fast stumpfe Spitze. 
Der Schaft misst 35 bis 70 Zentimeter und ist länger als die Blätter. Der Blütenstand ist eine lockere, zylindrische Traube, die 8 bis 30 × 1 bis 4 Zentimeter groß ist und aus 40 bis 100 Blüten besteht. Die Stiele der fruchtbaren Blüten sind waagerecht ausgebreitet, 1 bis 6 Millimeter lang, kürzer als die Blütenhülle und verlängern sich während der Fruchtreife sehr geringfügig auf bis zu 9 Millimeter. Die Knospen der fruchtbaren Blüten sind elfenbeinfarben. Zur Blütezeit sind sie schmal länglich-verkehrtkegelförmig und messen 4 bis 13 × 2 bis 4 Millimeter. Gegen die Spitze sind sie elfenbeingrün, am Grund rötlichbraun. Die Schultern sind scharfkantig und elfenbeinfarben. Die Lappen sind zurückgebogen, schwarz und 0,5 Millimeter lang. Die äußeren Staubfäden sind 1,5 Millimeter lang, die inneren 1 Millimeter. Die Staubbeutel sind 1 bis 2 Millimeter lang und purpurschwarz. Der Pollen ist gelb. Der Fruchtknoten ist 3 bis 5 Millimeter lang und eiförmig. Die Griffel sind 3 bis 6 Millimeter lang und die Narben sind getüpfelt. Die Stiele der unfruchtbaren Blüten sind eisblau, aufsteigend bis waagerecht und 3 bis 6 Millimeter lang. Die unfruchtbaren Blüten sind schmal röhrenförmig, 3 bis 7 Millimeter lang, eis-blau bis rosa weiß, mit bräunlich-schwarzen Lappen an der Spitze. Die Kapseln sind 6 bis 11 × 6 bis 10 Millimeter groß, breit eiförmig bis kreisförmig und stumpf oder ausgerandet. Die Fruchtklappen sind nicht stark zusammengedrückt. Jede Kapsel enthält 4 bis 6 Samen. Diese sind 2 bis 3 Millimeter breit, eiförmig, rundlich oder unregelmäßig geformt, runzelig und schwarz.
Die Art blüht und fruchtet von Mai bis Juli.

## Vorkommen
Muscari babachii ist nur von einem Fundort aus dem Amanus-Gebirge in der am Nordende der Levante gelegenen südtürkischen Provinz Hatay bekannt. Die Art ist ein mediterranes Florenelement. Sie wächst in Macchie, unter Eichen und an felsigen Plätzen in einer Höhe von etwa 1750 bis 1800 m über NN.

## Systematik
Muscari babachii wurde 2008 von Ismail Eker und Mehmet Koyuncu erstbeschrieben. Sie gehört zur Untergattung Leopoldia und ist nahe mit Muscari tenuiflorum verwandt. Die Art wurde zu Ehren des türkischen Botanikers Mehmet Tekin Babaç benannt. 

## Gefährdung
Die Art ist derzeit noch nicht in der Roten Liste der IUCN enthalten, erfüllt aber die Kriterien für eine Einstufung als vom Aussterben bedroht („Critically Endangered“).